# Pista de tennis
La pista de tennis, és el lloc on es juga al tennis. Es tracta d'una superfície rectangular creuada al mitjà per una xarxa baixa. La pista sol estar preparada i marcada per practicar tant individuals com dobles.

## Dimensions

Dimensions de la pista de tennis.

El tennis es juga en una superfície rectangular i llisa, que pot estar construïda en diversos materials. La pista té 23,77 metres de llarg. L'ample varia segons es jugui individuals (8,23 metres) o dobles (10.97 metres).
El terreny necessita preveure també espai addicional als costats i al fons, per assolir pilotes en joc més enllà dels límits de la pista, havent reglamentàriament ser aquestes mesures de 3,65 metres i 6,40 metres, respectivament, segons el reglament internacional.
La xarxa divisòria ha de trobar a una alçada de 0,914 m al centre i 1,07 m en els pals que la sostenen.
La pista està dividida en dos costats, un per a cada jugador o equip. A cada costat hi ha dos quadrats de servei, sectors rectangulars on haurà botar la pilota de servei del contrincant, després de ser enviada en diagonal, perquè resulti vàlid.

## Superfícies
Existeixen cinc tipus bàsics de superfície en les quals es juga al tennis, però només els primers quatre són d'ús general:
- Gespa o herba
- Terra batuda (pols de maó, terra batuda o argila verda)
- Dura (ciment)
- Pista sintètica d'interiors
- Fusta

La superfície en què es practiqui el tennis és de gran importància, perquè resulta un element determinant de l'estil a usar. Fins i tot dins de cada tipus de superfície existeixen diferències considerables, segons la composició del material que es fa fer servir per a construir-la. El més important d'aquestes és la forma en què bota la pilota en cadascuna.
Per aquesta raó les pistes es classifiquen en lentes o ràpides. En les pistes lentes la pilota té un pot més alt i més lent, que fa que trigui més temps a impactar a terra per segona vegada i, per tant, dona al jugador més temps per arribar a la mateixa i impactar. Usualment els punts jugats sobre pistes lentes són més llargs. A les pistes ràpides passa tot el contrari, pots més baixos i ràpids i, per tant, punts més breus.
La pistes de gespa i algunes sintètiques són les més ràpides. A l'altre extrem, les pistes de terra batuda són les més lentes.

## Terminologia
La terminologia habitual sobre la pista de tennis és:
- Línia de base: és la línia posterior que divideix la pista de la zona de "fora", més enllà d'on el bot de la pilota és invàlid.
- Paral·leles o carreró: la zona entre la pista d'individuals i dobles, una del costat de l'avantatge i una altra del costat iguals. Només s'utilitzen per jugar doble.
- La T: on s'uneixen al centre de cada costat, els dos rectangles de servei.
- Quadrats de servei: el rectangle situat en diagonal de qui treu al bola on ha de botar la pilota perquè el servei sigui vàlid.